# Carl Ludwig Koch

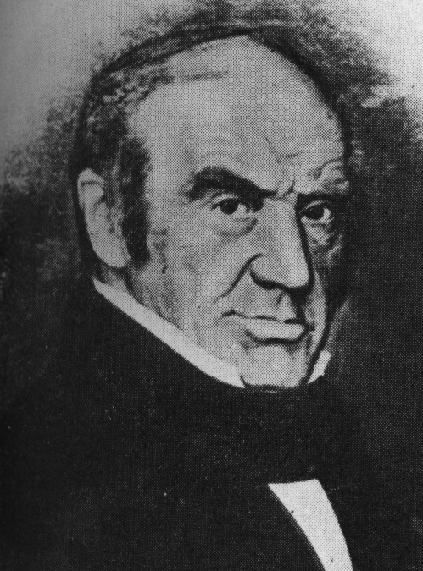
Carl Ludwig Koch

Carl Ludwig Koch (auch: Karl Ludwig Koch; * 22. September 1778 in Kusel; † 23. August 1857 in Nürnberg) war ein deutscher Forstmann und Zoologe. Er ist vor allem als Entomologe und Arachnologe (Insekten- und Spinnenforscher) hervorgetreten.

## Leben
Ihm sind viele Erstbeschreibungen der Spinnentiere, u. a. einiger südamerikanischer Vogelspinnen und zahlreicher mitteleuropäischer Echter Webspinnen, zu verdanken. Diese Arten werden mit dem Zusatz C. L. Koch, aber auch nur Koch, angeführt. Gemeinsam mit Georg Carl Berendt beschrieb Koch zahlreiche fossile Formen, die als Einschlüsse in Baltischem Bernstein erhalten sind.
Sein Sohn Ludwig Carl Christian Koch (1825–1908) wurde ebenfalls Arachnologe und beschrieb auch Spinnentiere (europa- und weltweit); die von ihm beschriebenen Arten tragen den Zusatz L. Koch.
In den Jahren 1813–26 war Carl Ludwig Koch zunächst als Oberförster in Burglengenfeld und später als Kreisforstrat in Regensburg tätig. Dort schrieb er einen Buchband namens System der baierischen Zoologie (auch Fauna boica genannt). Es behandelt Säugetiere, Vögel, Insekten, Spinnentiere und Bodentiere, z. B. Bodenmilben.
Der Jurist Ludwig Christian von Koch († 1855) ist Kochs Zwillingsbruder, der Botaniker und Mediziner Wilhelm Daniel Joseph Koch (1771–1849) ein älterer Bruder.

## Werke
- System der baierischen Zoologie. Nürnberg, München 1816.
- Deutschlands Crustaceen, Myriapoden und Arachniden. Pustet, Regensburg 1835–1844.
- Übersicht des Arachnidensystems. Zeh, Nürnberg 1837–1850. doi:10.5962/bhl.title.39561
- Systematische Übersicht über die Ordnung der Zecken. In: Archiv für Naturgeschichte, Berlin, 1844, 10, S. 217–239; biodiversitylibrary.org
- Die Arachniden. Band 3–16. Fortsetzung des Werks von Carl Wilhelm Hahn. Zeh, Nürnberg 1831–45 und J. L. Lotzbeck, Nürnberg 1848; doi:10.5962/bhl.title.43744
- Mit Georg Carl Berendt: Die im Bernstein befindlichen organischen Reste der Vorwelt. Erster Band. II. Abtheilung: Die im Bernstein befindlichen Crustaceen, Myriapoden, Arachniden und Apteren der Vorwelt. Nicolai, Berlin 1854; Textarchiv – Internet Archive.
- Die Pflanzenläuse, Aphiden. Lotzbeck, Nürnberg 1857.
- Die Myriapoden. Verlag von H. W. Schmidt, Halle 1863; doi:10.5962/bhl.title.10639